# Psectrocladius elatus
Psectrocladius elatus är en tvåvingeart som beskrevs av Roback 1957. Psectrocladius elatus ingår i släktet Psectrocladius och familjen fjädermyggor. Inga underarter finns listade i Catalogue of Life.